# Kup Maršala Tita 1954
La Kup Maršala Tita 1954 fu la 8ª edizione della Coppa di Jugoslavia. 1383 squadre parteciparono alle qualificazioni (primavera ed estate 1954), 16 furono quelle che raggiunsero la coppa vera e propria, che si disputò dal 22 agosto al 29 novembre 1954.
Il detentore era il BSK Belgrado, che in questa edizione uscì agli ottavi di finale.
Il trofeo fu vinto dal Partizan, che sconfisse in finale la Stella Rossa. Per i bianconeri fu il terzo titolo in questa competizione.
Lo Hajduk Spalato, vincitore del campionato, uscì in semifinale.

## Qualificazioni
Le partite di coppa nelle repubbliche sono iniziate in primavera e si sono concluse il 15 agosto 1954. I club della Prva Liga 1954-1955 sono entrati negli ultimi due turni della parte introduttiva.
```
Queste alcune delle partite della coppa di 
Voivodina
:
[
5
]

Borac Velike Livade - Proleter Zrenjanin  1-5
Proleter Zrenjanin - Budućnost S. Crnja  10-0
Drugi oktob. Kumane- Proleter Zrenjanin   0-4 
Proleter Zrenjanin - Radnički Jaša Tomić  3-1
Bratstvo Ada - Proleter Zrenjanin         2-0
```

### Trentaduesimi di finale
| Squadra 1          | Risultato   | Squadra 2         |                                                                         |
| ------------------ | ----------- | ----------------- | ----------------------------------------------------------------------- |
| (3) Dinamo Pančevo | 2 – 7       | Partizan (1)      | partizanopedia.rs                                                       |
| (1) Stella Rossa   | 6 – 2 (dts) | BASK Belgrado (3) | redstarbelgrade.rs Archiviato il 24 settembre 2021 in Internet Archive. |

### Sedicesimi di finale
| Squadra 1           | Risultato | Squadra 2           |                                                                         |
| ------------------- | --------- | ------------------- | ----------------------------------------------------------------------- |
| (1) Proleter Osijek | 0 – 2     | Hajduk Spalato (1)  | hajduk.hr                                                               |
| (1) Partizan        | 17 – 0    | Hajduk Belgrado (x) | partizanopedia.rs                                                       |
| (3) Kosova Priština | 1 – 12    | Stella Rossa (1)    | redstarbelgrade.rs Archiviato il 24 settembre 2021 in Internet Archive. |

## Squadre qualificate

### Calendario
| Turno            | Gare       | Date             | Numero gare | Riduzione squadre |
| ---------------- | ---------- | ---------------- | ----------- | ----------------- |
| Ottavi di finale | Gara unica | 22 agosto 1954   | 8           | 16 → 8            |
| Quarti di finale | Gara unica | 10 ottobre 1954  | 4           | 8 → 4             |
| Semifinali       | Gara unica | 7 novembre 1954  | 2           | 4 → 2             |
| Finale           | Gara unica | 29 novembre 1954 | 1           | 2 → 1             |

## Ottavi di finale
| Squadra 1           | Risultato             | Squadra 2             |
| ------------------- | --------------------- | --------------------- |
| 22 agosto 1954      |                       |                       |
| (1) Dinamo Zagabria | 2 – 3                 | Stella Rossa (1)      |
| (2) Lovćen          | 0 – 4                 | Spartak Subotica (1)  |
| (2) Mačva Šabac     | 4 – 0                 | Rijeka (3)            |
| (2) Rabotnički      | 0 – 7                 | Hajduk Spalato (1)    |
| (3) Radnički Niš    | 1 – 1 (dts) (4-5 dtr) | Odred (2)             |
| (3) RNK Spalato     | 0 – 0 (dts) (4-2 dtr) | Radnički Belgrado (1) |
| (2) Velež Mostar    | 3 – 2                 | BSK Belgrado (1)      |
| (1) Vojvodina       | 2 – 4                 | Partizan (1)          |

## Quarti di finale
| Squadra 1            | Risultato | Squadra 2          |
| -------------------- | --------- | ------------------ |
| 10 ottobre 1954      |           |                    |
| (2) Odred            | 1 – 5     | Hajduk Spalato (1) |
| (1) Partizan         | 7 – 2     | RNK Spalato (3)    |
| (1) Stella Rossa     | 9 – 0     | Velež Mostar (2)   |
| (1) Spartak Subotica | 5 – 0     | Mačva Šabac (2)    |

## Semifinali
| Squadra 1            | Risultato | Squadra 2        |
| -------------------- | --------- | ---------------- |
| 7 novembre 1954      |           |                  |
| (1) Hajduk Spalato   | 0 – 4     | Partizan (1)     |
| (1) Spartak Subotica | 0 – 1     | Stella Rossa (1) |

## Finale
| Arbitro: | Ž. Vlajić (Belgrado) |

|                                       |           |               |
| Valok 4’, 49’ Mihajlović 7’ Bobek 20’ | Marcatori | 65’ Živanović |

| Partizan | Stella Rossa |

|             |  |                     |  |
|             |  |                     |  |
| P           |  | Slavko Stojanović   |  |
|             |  | Bruno Belin         |  |
|             |  | Čedomir Lazarević   |  |
|             |  | Zlatko Čajkovski    |  |
|             |  | Miodrag Jovanović   |  |
|             |  | Ranko Borozan       |  |
|             |  | Prvoslav Mihajlović |  |
|             |  | Stanoje Jocić       |  |
|             |  | Marko Valok         |  |
|             |  | Stjepan Bobek       |  |
|             |  | Branko Zebec        |  |
| Allenatore: |  |                     |  |
| Illés Spitz |  |                     |  |

|               |  |                  |  |
|               |  |                  |  |
| P             |  | Nikola Prvulović |  |
|               |  | Branko Stanković |  |
|               |  | Miljan Zeković   |  |
|               |  | Vladica Popović  |  |
|               |  | Ljuba Spajić     |  |
|               |  | Jovan Cokić      |  |
|               |  | Antun Rudinski   |  |
|               |  | Ivan Toplak      |  |
|               |  | Todor Živanović  |  |
|               |  | Predrag Đajić    |  |
|               |  | Bora Kostić      |  |
| Allenatore:   |  |                  |  |
| Milovan Ćirić |  |                  |  |